# Ствольна коробка

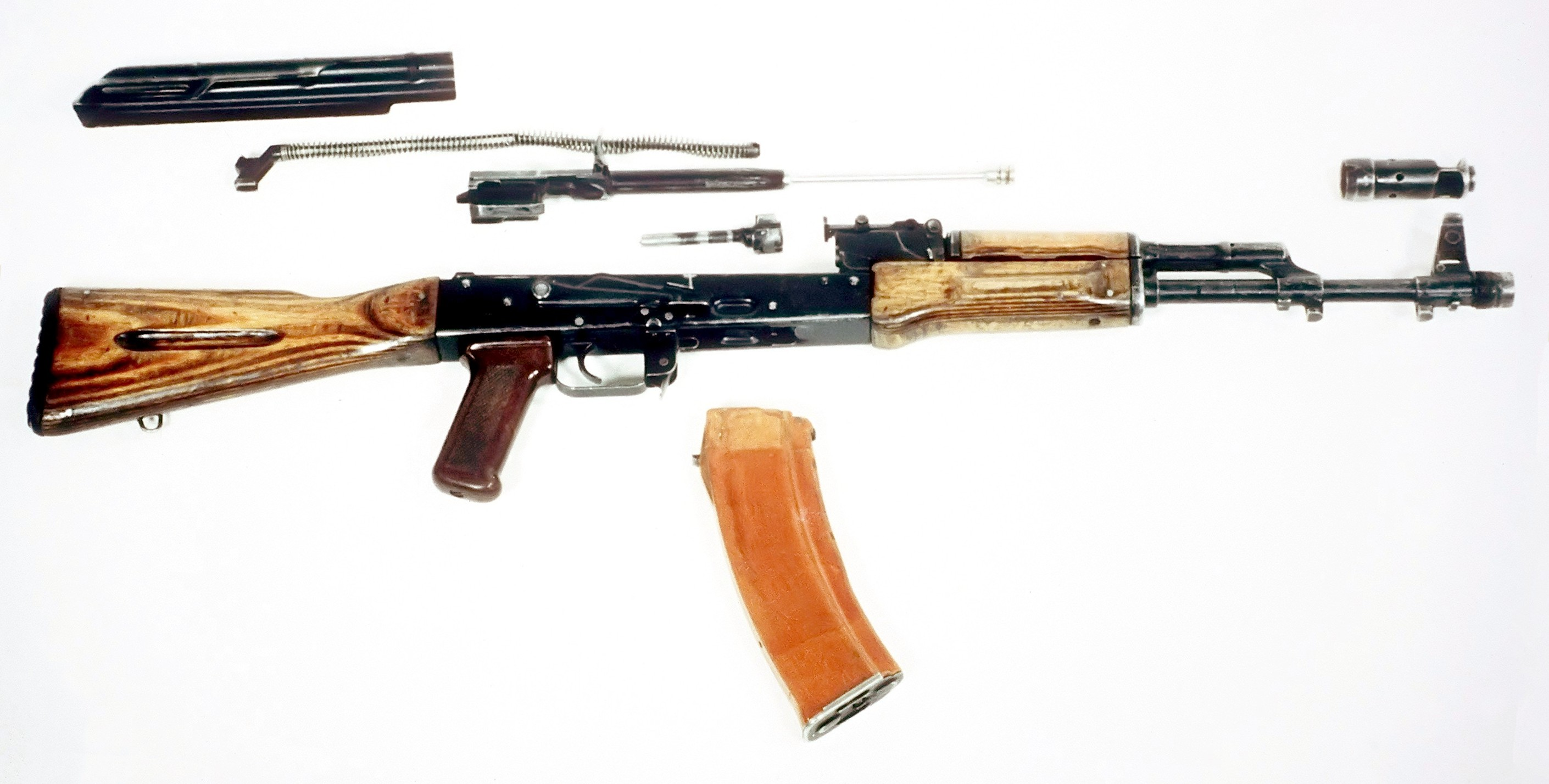
Розібраний автомат Калашникова.
Кришка ствольної коробки зверху зліва

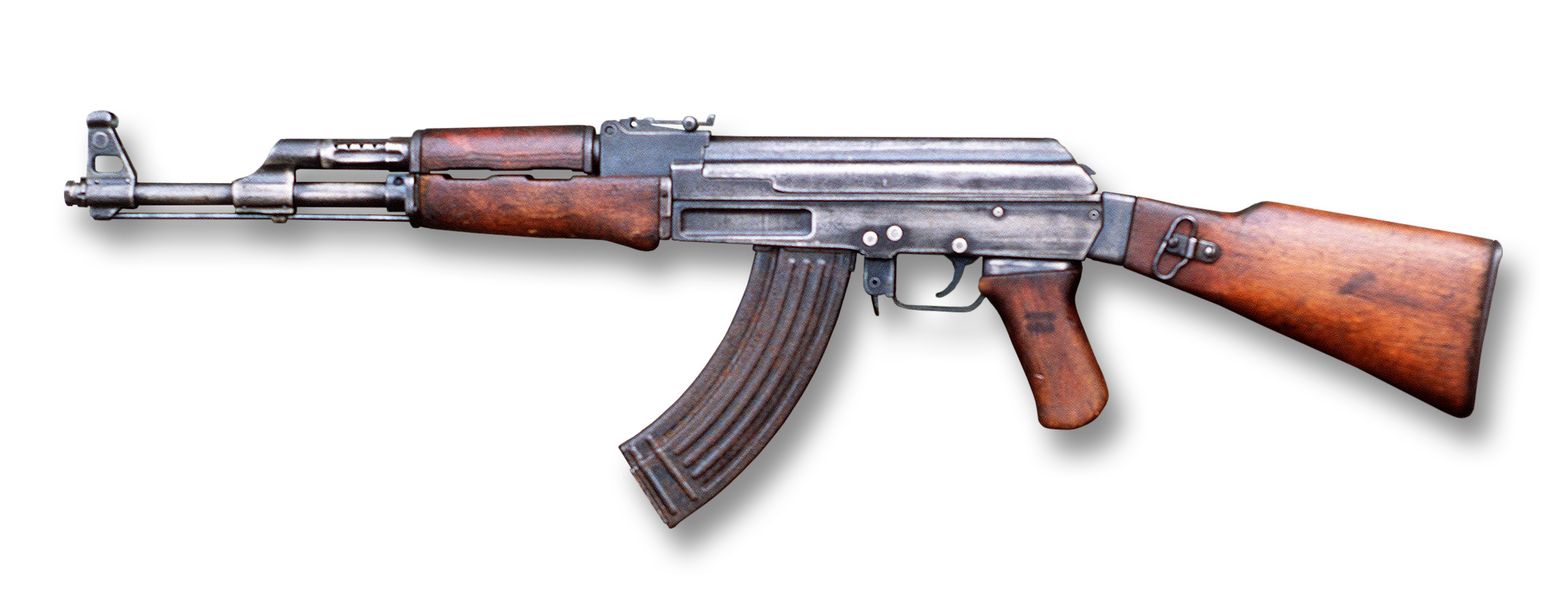
Автомат Калашникова з цільнофрезерною ствольною коробкою

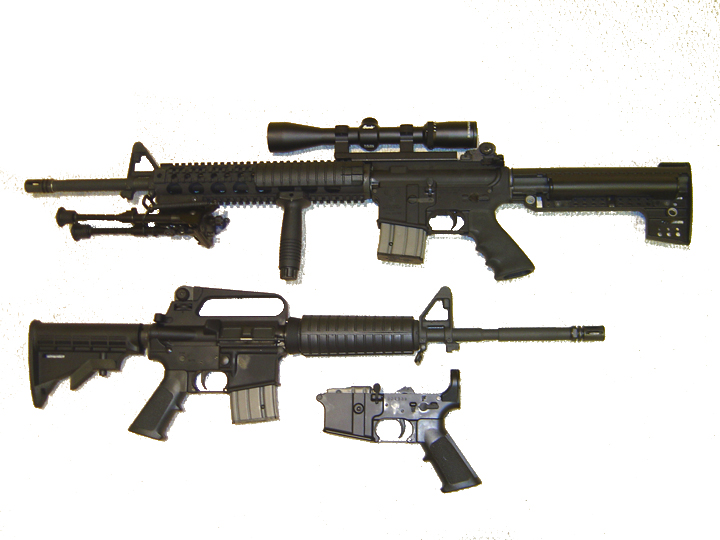
Дві моделі автоматів AR-15 з різними ствольними коробками, внизу частина однієї з таких ствольних коробок

Ствольна коробка — деталь вогнепальної зброї, яка служить для з'єднання частин і механізмів автоматичної зброї (автоматів, пістолетів-кулеметів, автоматичних гвинтівок тощо) в єдину конструкцію, розміщення затворної групи (затвора, затворної рами) і завдання характеру її руху, забезпечення роботи механізму подачі набою в ствол, закриття затвором каналу ствола і замикання затвора; також усередині неї, як правило, розміщується ударно-спусковий механізм. Ствольна коробка оберігає механізм зброї від пошкодження і забруднення.
Ствольна коробка може бути використана в системах стрілецької зброї, які об'єднують автомат і підствольний гранатомет.
Широко відомий автомат Калашникова, в якому коробка, ствол і казенник кріпляться між собою за допомогою п'яти заклепок, а посадочні місця для кріплення підствольного гранатомета розміщені на стволі.
Відома також американська гвинтівка М16, в якій ствол у казенній частині має буртик і різьблення на кінці. Об'єднання казенника зі стволом і коробкою здійснюється за допомогою нарізних з'єднань. Місця для закріплення підствольного гранатомета також розміщені на стволі гвинтівки.
До недоліку автоматів Калашникова слід віднести те, що ствол об'єднується з казенником після того, як казенник був об'єднаний з коробкою за допомогою чотирьох заклепок і в ньому зроблена механічна обробка з метою усунення поводжень від розклепування заклепок.
До недоліку американської гвинтівки слід віднести те, що нарізне сполучення між стволом і казенником не дає можливості зробити між ними пресову (таку, що скріпляє) посадку, що призводить, при однакових діаметрах стволів, до утрудненого вилучення (екстрагуванню) стріляної гільзи з патронника через меншу жорсткість ствола і казенника.